# Paratropus degallieri
Paratropus degallieri är en skalbaggsart som beskrevs av Kanaar 1993. Paratropus degallieri ingår i släktet Paratropus och familjen stumpbaggar. Inga underarter finns listade i Catalogue of Life.